# BAC One-Eleven
British Aircraft Corporation One-Eleven, tudi kot BAC-111 ali BAC 1-11 je bilo britansko ozkotrupno reaktivno potniško letalo. Je bilo drugo reaktivno letalo za kratke lete po francoskem  Sud Aviation Caravelle, ki mu je po zgledu in konfiguraciji precej podoben.  Izdelovali so ga v letih 1964−1982 v podjetju  British Aircraft Corporation, skupno so izdelali 244 letal. Letalo so tudi licenčno proizvajali v Romuniji kot ROMBAC One-Eleven.
Letalo je originalno zasnoval Hunting Aircraft, ki se je pozneje združil v British Aircraft Corporation. One-Eleven naj bi nadomestil turbopropelersko letalo Vickers Viscount na kratkih letih. V uporabo je vstopil pred  ameriškim rivalom McDonnell Douglas DC-9 in imel tako nekaj časa prednost. DC-9 je sicer pozneje postal zelo uspešen z okrog 1000 izdelanimi in se pozneje razvil v še bolj uspešno družino McDonnell Douglas MD-80/-90.
Letalo je bilo popularno med britanskimi in tujimi družbami, veliko letal so prodali v ZDA. 
One-Eleven je bil eno najbolj uspešnih britanskih letal. V 1990ih so jih začeli umikati zaradi omejitev hrupa na veliko evropskih letališčih.
V 1950ih je de Havilland Comet, pionir na področju reaktivnih potniških letal, imel nekaj nesreč zaradi utrujenosti materiala. Kljub temu je dokazal prednosti reaktivnih letal. Veliko izdelovalcev je začelo proizvajati reaktivna letala, tudi za kratke proge, kot npr. Sud Aviation Caravelle. Julija 1956 je British European Airways pozvala k drugi generaciji reaktivnih letal. Veliko izdelovalcev je predstavilo koncepte. Hunting Aircraft je razvil 30 sedežni Hunting 107, Vickers pa 140 sedežno verzijo letala VC10 VC11.
9. junija 1979 je romunski predsedvnik Nicolae Ceauşescu podpisal pogodbo za licenčno izdelovanje v Romuniji.

## Tehnične specifikacije
| Model                                          | 200                            | 300/400                        | 475                                 | 500                                 |
| ---------------------------------------------- | ------------------------------ | ------------------------------ | ----------------------------------- | ----------------------------------- |
| Source                                         | [ 1 ]                          | [ 1 ]                          | [ 2 ]                               | [ 2 ]                               |
| Posadka                                        | 2                              | 2                              | 2                                   | 2                                   |
| Kapaciteta sedežev                             | 79                             | 79                             | 89                                  | 119                                 |
| Dolžina                                        | 93 ft 6 in (28,50 m)           | 93 ft 6 in (28,50 m)           | 93 ft 6 in (28,50 m)                | 107 ft 0 in (32,61 m)               |
| Razpon kril                                    | 88 ft 6 in (26,97 m)           | 88 ft 6 in (26,97 m)           | 93 ft 6 in (28,50 m)                | 93 ft 6 in (28,50 m)                |
| Površina kril                                  | 980 sq ft (91 m2)              | 980 sq ft (91 m2)              | 1.031 sq ft (95,8 m2)               | 1.031 sq ft (95,8 m2)               |
| Višina                                         | 24 ft 6 in (7,47 m)            | 24 ft 6 in (7,47 m)            | 24 ft 6 in (7,47 m)                 | 24 ft 6 in (7,47 m)                 |
| Širina kabine                                  | 10 ft 6 in (3,20 m)            | 10 ft 6 in (3,20 m)            | 10 ft 6 in (3,20 m)                 | 10 ft 6 in (3,20 m)                 |
| Dolžina kabine                                 | 50 ft 0 in (15,24 m)           | 50 ft 0 in (15,24 m)           | 56 ft 10 in (17,32 m)               | 70 ft 4 in (21,44 m)                |
| Prazna teža (tipična)                          | 46.312 lb (21.007 kg)          | 48.722 lb (22.100 kg)          | 51.731 lb (23.465 kg)               | 54.582 lb (24.758 kg)               |
| Maks. vzletna teža                             | 78.500 lb (35.600 kg)          | 87.000 lb (39.000 kg)          | 98.500 lb (44.700 kg)               | 104.500 lb (47.400 kg)              |
| Maks. pristajalna teža                         | 69.000 lb (31.000 kg)          | 78.000 lb (35.000 kg)          | 87.000 lb (39.000 kg)               | 87.000 lb (39.000 kg)               |
| Maks. tovor                                    | 17.688 lb (8.023 kg)           | 22.278 lb (10.105 kg)          | 21.269 lb (9.647 kg)                | 26.418 lb (11.983 kg)               |
| Maks. potovalna hitrost at 21.000 ft (6.400 m) | 548 mph (476 kn; 882 km/h)     | 548 mph (476 kn; 882 km/h)     | 541 mph (470 kn; 871 km/h)          | 541 mph (470 kn; 871 km/h)          |
| Hitrost izgube vzgona                          | 124 mph (108 kn; 200 km/h)     | 131 mph (114 kn; 211 km/h)     | 114 mph (99 kn; 183 km/h) EAS       | 121 mph (105 kn; 195 km/h)          |
| Višina leta (servisna)                         | 35.000 ft (11.000 m)           | 35.000 ft (11.000 m)           | 35.000 ft (11.000 m)                | 35.000 ft (11.000 m)                |
| Hitrost vzpenjanja                             | 2.750 ft/min (14,0 m/s)        | 2.450 ft/min (12,4 m/s)        | 2.480 ft/min (12,6 m/s)             | 2.280 ft/min (11,6 m/s)             |
| Vzletna steza pri MTOW                         | 6.250 ft (1.900 m)             | 6.700 ft (2.000 m)             | 5.500 ft (1.700 m)                  | 6.500 ft (2.000 m)                  |
| Doseg (tipični tovor z rezervami goriva)       | 830 mi (720 nmi; 1.340 km)     | 1.270 mi (1.100 nmi; 2.040 km) | 1.865 mi (1.621 nmi; 3.001 km)      | 1.705 mi (1.482 nmi; 2.744 km)      |
| Motorji (x 2)                                  | Rolls-Royce RB.163 Spey Mk 506 | Rolls-Royce RB.163 Spey Mk 511 | Rolls-Royce RB.163 Spey Mk 512-14DW | Rolls-Royce RB.163 Spey Mk 512-14DW |
| Maks. potisk (x 2)                             | 10.410 lbf (46,3 kN)           | 11.400 lbf (51 kN)             | 12.550 lbf (55,8 kN)                | 12.550 lbf (55,8 kN)                |